# Voluntativ
Der Voluntativ (die Wollen-Form) ist ein grammatikalischer Modus, dessen Hauptfunktion von der Sprachwissenschaft darin gesehen wird, ein Wollen oder eine Absicht auszudrücken (vgl. auch Optativ). Das Hethitische beispielsweise ist eine Sprache, in der dieser Modus in der Verbalflexion vorhanden ist.

## Voluntativ als umfassender semantischer Begriff
Vielfach wird als „voluntativ“ oder „volitiv“ alles bezeichnet, was einen Wunsch oder eine Absicht ausdrücken kann. Dazu gehören im Deutschen gewisse Konstruktionen im Konjunktiv Präsens (Er komme her!) und im Futur I, das Modalverb wollen und Adverbien wie absichtlich. Im Lateinischen können das Futur, die Konjunktive (z. B. Konjunktiv Perfekt in der Funktion als Prohibitiv: Ne me tetigeris 'Berühre mich nicht'), das Partizip Futur (z. B. auditurus es, dt.  „Du willst …“, „Du hast die Absicht zu …“, „Du bist willens zu hören“) sowie die Modalverben velle („wollen“) oder nolle („nicht wollen“) solche Intentionen bezeichnen.

## Voluntativ als Bezeichnung für den Gebrauch des Konjunktivs
In lateinischen, griechischen und deutschen Grammatiken wird „voluntativ“ auch als Begriff zur Bezeichnung einer semantischen Funktion des Konjunktivs gebraucht, eben etwas, was der Wille des Sprechers ist, zum Ausdruck zu bringen, z. B. Lang lebe der König! oder lat. requiescat ('er möge ruhen').

## Systematisch realisierte Voluntativität
Eine dem slawischen Aspekt ähnliche modale binäre Unterscheidung zwischen absichtlichen und unbeabsichtigten Handlungen gibt es im Hindi, wo die morphologische Kategorie der Volitionalität vorhanden ist. So wie der Aspekt die primäre (synthetisch-flektierende) Realisierung der Aspektualität ist, gilt dies auch für die Volitionalität hinsichtlich „voluntativ“ als semantischer Überbegriff.